# Kościół św. Antoniego Padewskiego w Biedrzychowicach
 Kościół św. Antoniego w Biedrzychowicach – zabytkowy kościół w miejscowości Biedrzychowice (województwo dolnośląskie).
Pierwotnie kościół ewangelicki, obecnie rzymskokatolicki, parafialny z XVII w., barokowy kryty dachem czterospadowym. Między skrzydłem z zakrystią a wieżą w arkadzie epitafia z XVIII/XIX w., kolejne barokowe i rokokowe płyty nagrobne w murach kościoła. Dodatkowo zachowały się portale: renesansowy z XVII w. z oraz barokowe z lat 1680 i 1741, z herbami von: Schweinitz, Packisch-Festenberg.

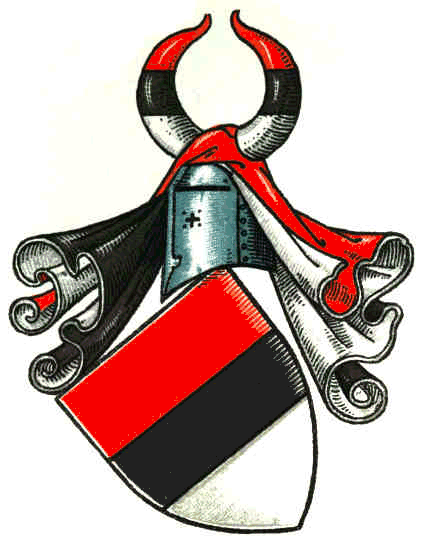
Herb von Schweinitz
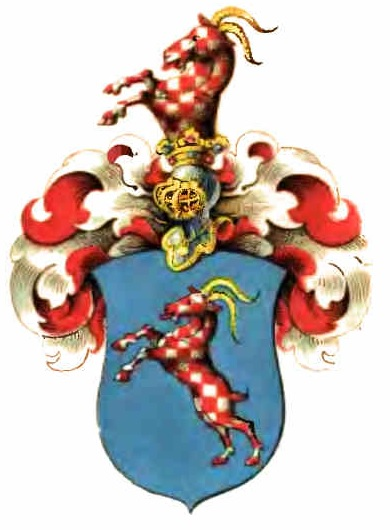
Herb von Packisch-Festenberg